# Ian King
Ian Graham King, född 24 april 1956, är en brittisk företagsledare som är vd för den brittiska vapentillverkaren BAE Systems plc sedan 2008. Året innan så blev han utnämnd till koncernens COO.
King var finansdirektör för Marconi Electronic Systems Ltd. mellan 1986 och 1998, när Marconi blev uppköpta av British Aerospace plc.